# Джерельна вулиця (Київ, Дарницький район)
Джере́льна ву́лиця — вулиця в Дарницькому районі міста Києва, місцевість Бортничі. Пролягає від Березневої вулиці до проїзду без назви. 